# La conquista della felicità
La conquista della felicità (1930) è un saggio di Bertrand Russell. Si tratta di un testo divulgativo che non richiede particolari conoscenze propedeutiche di base, e che cerca di rispondere all'interrogativo sulle possibilità di felicità individuale nella società contemporanea.

## Cause d'infelicità
Vi è un segno in ogni viso in cui mi imbatto
Segni di debolezza, di afflizione... (William Blake, p.13)
Russell esordisce ricordando Walt Whitman, in un passo che riconosce un "primato" degli animali sugli uomini, in virtù della loro capacità di vivere al di fuori dei concetti di rispettabilità e infelicità che sono invece caratteristiche tipiche di questi ultimi. Parte poi dal concetto byroniano di afflizione, trovandone i presupposti nell'Ecclesiaste biblico, che viene a più riprese citato espressamente: 
Così io ammiro più i morti che sono già morti più dei viventi che sono ancora vivi. Sì, e meglio degli uni e degli altri è colui che ancora non è stato, e non ha visto il male che viene perpetrato sotto il sole (dal Libro dell'Ecclesiaste, pp.28-29)
Se non esiste ricordo delle cose passate e non vi è nulla di nuovo sotto il sole (o, come dice Krutch, ve ne sono troppe), e bisogna riconoscere che tutto è vanità, secondo Russell è purtuttavia necessario che le cose siano mutabili per poter avere un sapore e possano mantenere una loro freschezza.
Rispetto alle cause più tipiche di infelicità della società moderna (competizione, noia, eccitamento, fatica, invidia, sensi di colpa, manie di persecuzione, paure), Russell ritiene che nascano da impulsi profondi ma di solito controllabili, attraverso qualche contatto con il flusso della vita terrestre e il suo lento ritmo (p.71). L'odio che scatena alcune di esse nasce nell'uomo forse dalla sensazione inconscia di aver perduto il senso della vita... che forse altri, ma non noi, si sono assicurati le cose belle che la natura offre per la gioia dell'uomo (p.103). Ma in realtà ...nessuna soddisfazione basata su un inganno perpetrato verso noi stessi può offrire solide garanzie di durata ed efficacia (p.137).

## Cause di felicità
Anche se apparentemente nel mondo moderno sembri che l'uomo non abbia nessuna possibilità di essere felice, Russell, ribaltando le argomentazioni della prima parte del libro, nella seconda tende a dissipare il valore di quest'ipotesi. La felicità può essere semplice o fantasiosa, o animale e spirituale (p.157), ma in ogni caso dipende dalla ampia varietà degli interessi individuali, che orienta positivamente la nostra reazione a cose e persone. Gli affetti possono contribuire alla nostra gioia di vivere nella misura in cui riusciamo a espanderli verso gli altri senza un desiderio immediato di "restituzione" da parte loro.

Purché affetti e interessi siano rivolti all'esterno, e non all'interno, l'uomo ha la possibilità di essere felice e di sentirsi cittadino dell'universo, in una profonda unione istintiva con la corrente della vita (p.271), che si oppone allo stato di disintegrazione, o mancanza di integrazione causato invece dallo stato di infelicità.

## Edizioni italiane
La conquista della felicità, Longanesi, Milano 1947, trad. di Giuliana Pozzo Galeazzi (ultima ristampa: TEA, Milano 2003, trad. di G. Pozzo Galeazzi).